# Gubeikou

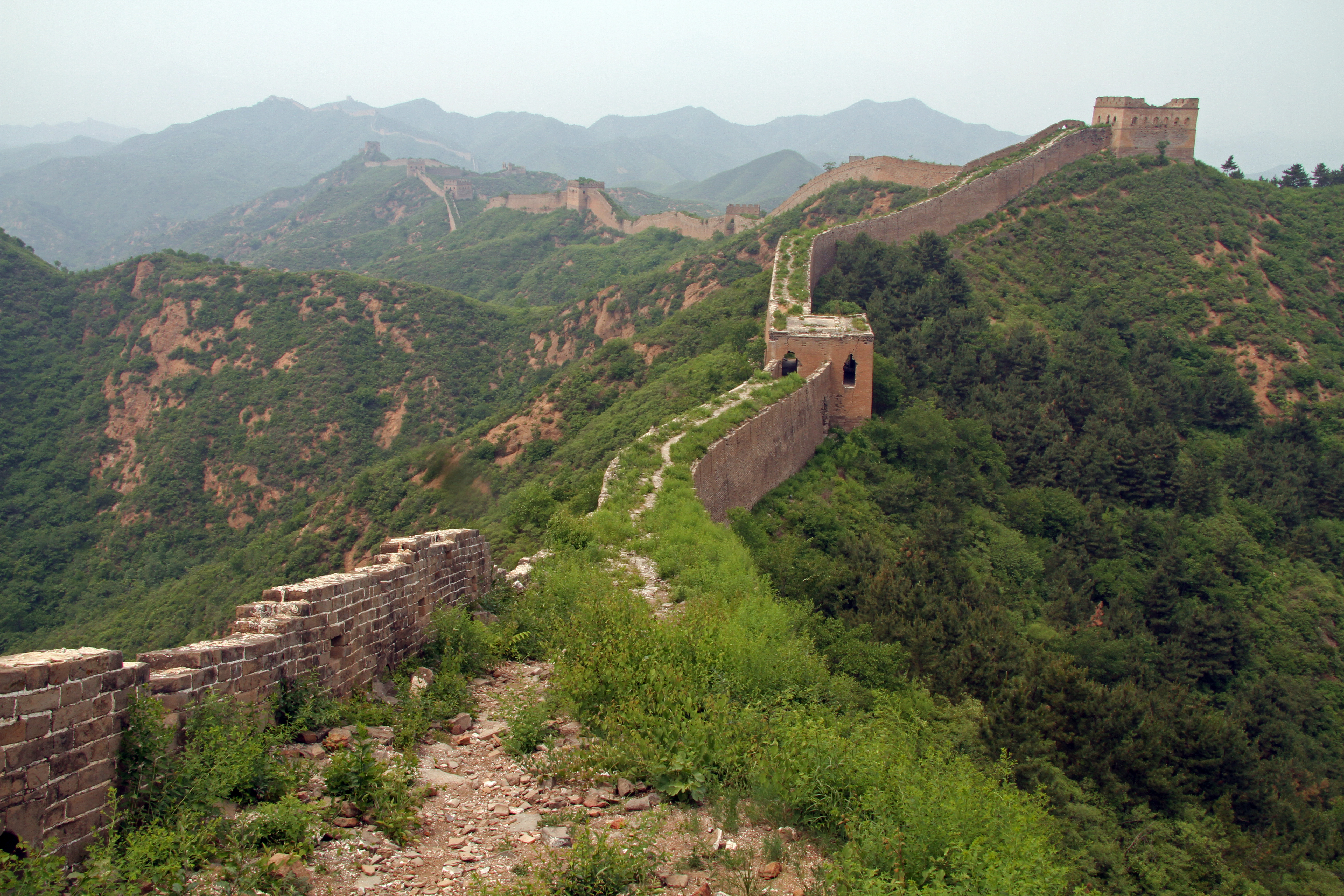
Kinesiska muren vid Gubeikou.

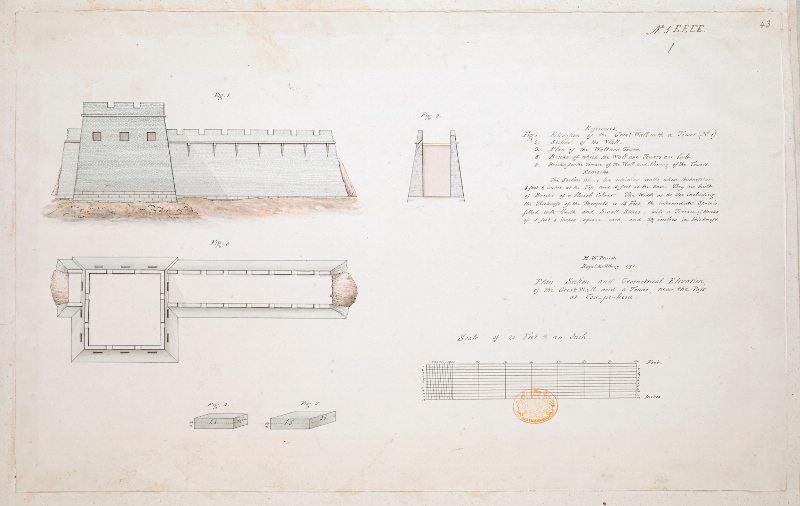
Skiss av den Kinesiska muren vid Gubeikou gjord av George Macartneys delegation 1793.

Gubeikou (古北口) är en strategisk passage och sektion av kinesiska muren och även namnet på det närliggande samhället. Gubeikou ligger i stadsdistriktet Miyun 110 km nordost om centrala Peking i Kina. Gubeikou är även namnet på den köping som ligger precis vid passagen. Gubeikou ligger i dalen där Chaofloden skär genom Yanbergen.
Gubeikou var tillsammans med Juyongguan de två huvudsakliga passagerna norrifrån mot Peking och därför en viktig försvarspunkt. Den första militära byggnationen uppfördes år 283 f.Kr. av riket Yan. År 555 under Norra Qidynastin byggdes de första delarna av den kinesiska muren vid Gubeokou. Vid tiden för Djingis khans erövring av Kina var Norra Qidynastins mur förfallen sedan länge, men det fanns ett försvarsfort vid Gubeikou. Djingis khan passerade fortet helt utan strid på grund av förräderi från de Khitanerna som skötte gränsbevakningen som hade bristande lojalitet mot den då regerande Jindynastin.
När Mingdynastin tog makten i Kina år 1368 renoverades muren vid strategiska punkter såsom Gubeikou och Juyongguan och 1378 etablerades staden Gubeikou. Det var vid Gubeikou som Altan Khan 1550 tog sig igenom förfallna delar av kinesiska muren för att sedan attackera Peking. Efter detta nederlag renoverades sektionen vid Gubeikou under tiden för kejsar Longqing (r. 1566–1572) och kejsar Wanli (r. 1572–1620) under ledning av general Qi Jiguang och färdigställdes 1567. Muren vid Gubeikou har inte tillbyggts eller renoverats efter det.
När britten George Macartney år 1793 var på väg från Peking för att träffa kejsar Qianlong i Chengde passerade följet kinesiska muren vid Gubeikou. Den brittiska delegationen visade ett stort intresse för muren och Macartney beskrev muren vid Gubeikou som "det mest imponerande verk av mänsklig hand."
Vid försvaret av Kinesiska muren under inledningsfasen av andra kinesisk-japanska kriget 1933 utkämpades flera strider vid Gubeikou.